# Pholcus hieroglyphicus
Pholcus hieroglyphicus is een spinnensoort uit de familie trilspinnen (Pholcidae). De soort komt voor in Eritrea.